# Canterbury (Verenigd Koninkrijk)
Canterbury (Nederlands, verouderd: Kantelberg), met de officiële titel van city, is een district in het shire-graafschap (non-metropolitan county OF county) Kent in het zuidoosten van Engeland. Het is de zetel van de aartsbisschop van Canterbury, de primaat van de Anglicaanse Kerk. De stad ligt aan de rivier de Stour en heeft ca. 44.000 inwoners. Het is een regionaal centrum met enige industrie (metaalverwerking, lederindustrie, drukkerijen), maar de toeristische functie is het belangrijkst.
De aantrekkingskracht van Canterbury ligt in het middeleeuwse karakter van de binnenstad en vooral in de kathedraal. Hier liggen koning Hendrik IV en Eduard (de Zwarte Prins, zoon van koning Eduard III) begraven. Het bekendst is de kathedraal echter vanwege de moord op Thomas Becket in 1170. Door deze gebeurtenis werd Canterbury een pelgrimsoord, dat Geoffrey Chaucer inspireerde tot zijn meesterwerk, de Canterbury Tales. De stad had ook banden met de familie van Thomas More en was de geboorteplaats van toneelschrijver Christopher Marlowe.
Tijdens de Tweede Wereldoorlog raakte de stad zwaar beschadigd door bombardementen. Veel oude gebouwen staan nog overeind of zijn hersteld en nieuwbouw in het oude deel van de stad is aan strenge regels gebonden.
Canterbury is ook een studentenstad. Er zijn drie instellingen voor hoger onderwijs, waaronder de University of Kent.

## Geschiedenis
De oudste nederzetting was van de Keltische stam de Cantiaci. Toen de Romeinen in de 1e eeuw n.Chr. het gebied bezetten, werd de nederzetting herbouwd als een Romeinse stad en kreeg ze de naam Durovernum Cantiacorum (zie ook het Canterbury Roman Museum). Eind 3e eeuw werden de stadsmuren gebouwd. Met het vertrek van de Romeinse legers in 410 verviel de stad en werd zij waarschijnlijk verlaten. Pas 100 jaar later vestigden zich Angelen, Saksen en Juten binnen de oude stadsmuren. In 597 koos Augustinus van Canterbury de plaats uit voor het vestigen van zijn bisschopszetel. 
In 1178 en in 1276 vonden in Canterbury grote stadsbranden plaats.

## Sport
Canterbury was één keer aankomstplaats van een etappe in de wielerwedstrijd Tour de France. In 2007 won Australiër Robbie McEwen er de etappe.

## Werelderfgoed in Canterbury
- Kathedraal van Canterbury
- St. Augustine's Abbey
- St. Martin's Church

## Bekende inwoners van Canterbury

### Geboren
- Christopher Marlowe (1564-1593), dichter en toneelschrijver
- Mary Carleton (1644-1673), oplichter
- Stephen Gray (1666-1736), wetenschapper en astronoom
- Mary Tourtel (1874-1948), schrijfster en bedenkster van Bruintje Beer
- Freddie Laker (1922-2006), luchtvaartpionier
- Tony Coe (1934-2023), jazzmuzikant
- Patricia Potter (1975), actrice
- Orlando Bloom (1977), acteur
- Ruta Gedmintas (1983), actrice

### Overleden
- Thomas Becket (1118-1170), aartsbisschop
- Mary Tourtel (1874-1948), schrijfster en bedenkster van Bruintje Beer
- Frederick Donnan (1870-1956), fysisch-chemicus
- Ian Fleming (1908-1964), schrijver
- Raymond Postgate (1896-1971), auteur
- Anthony Coburn (1927-1977), Australisch scenarioschrijver
- Ginger Baker (1939-2019), drummer

## Galerij

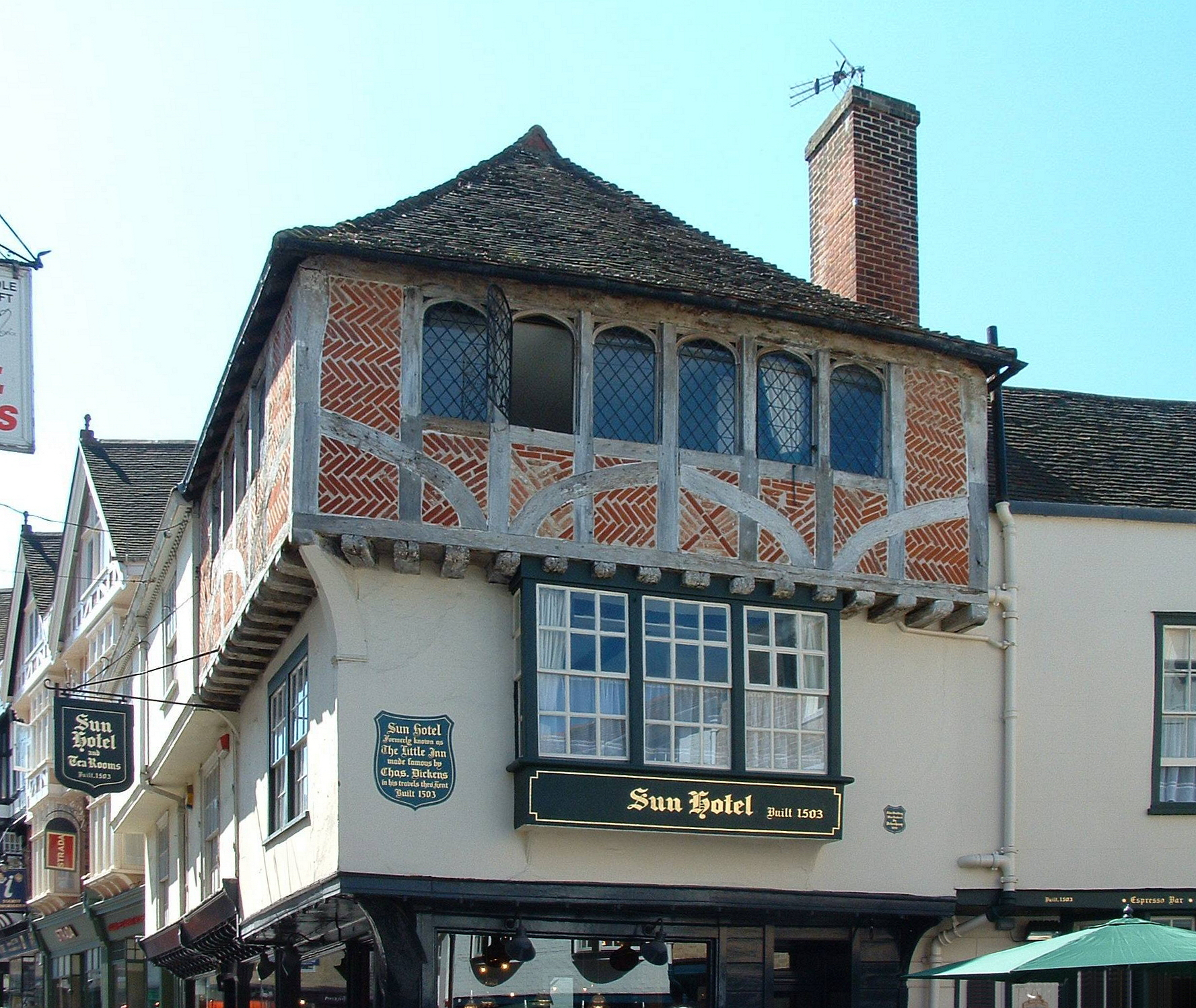
Oude huizen in Canterbury
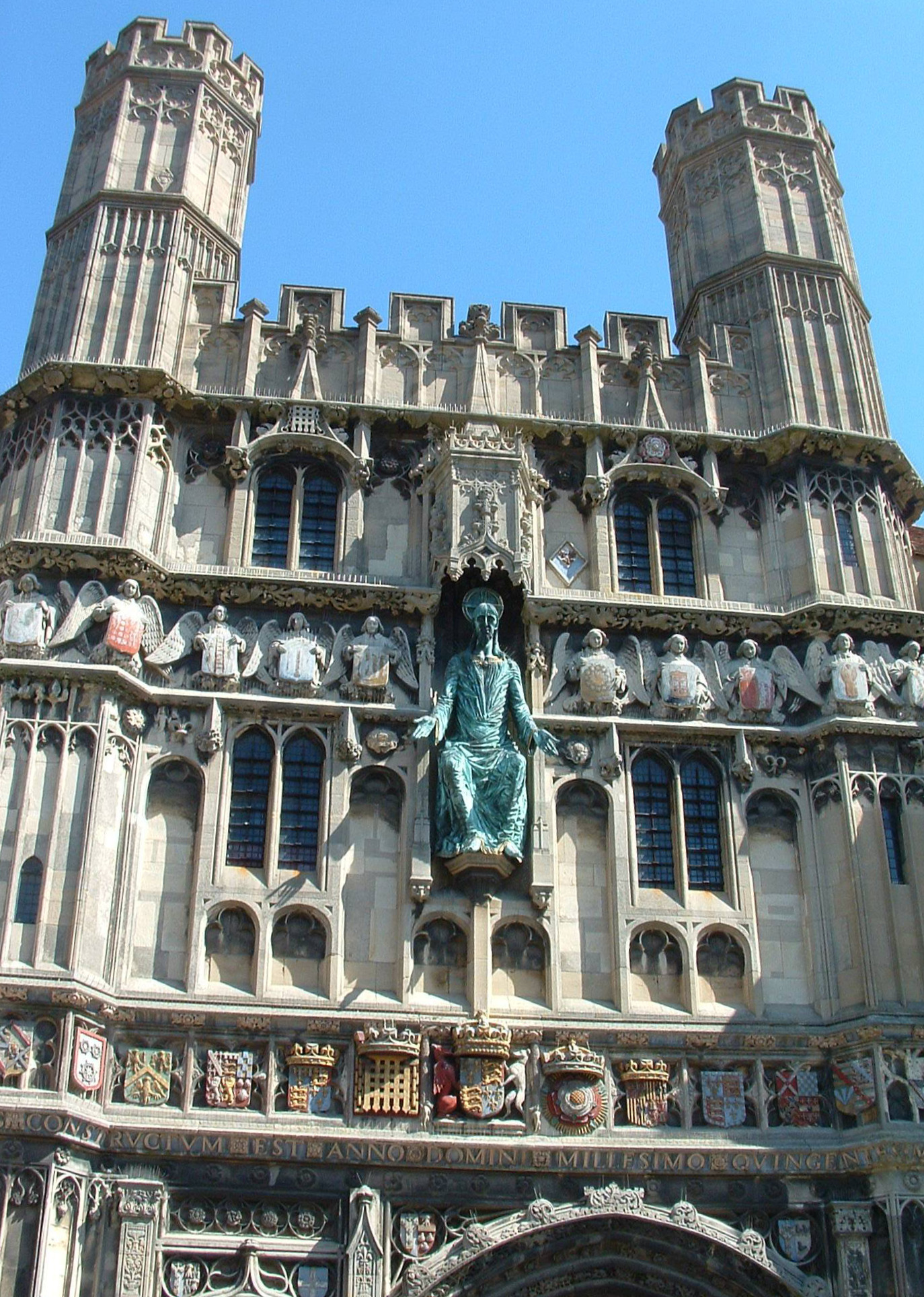
Toegangspoort tot de kathedraal
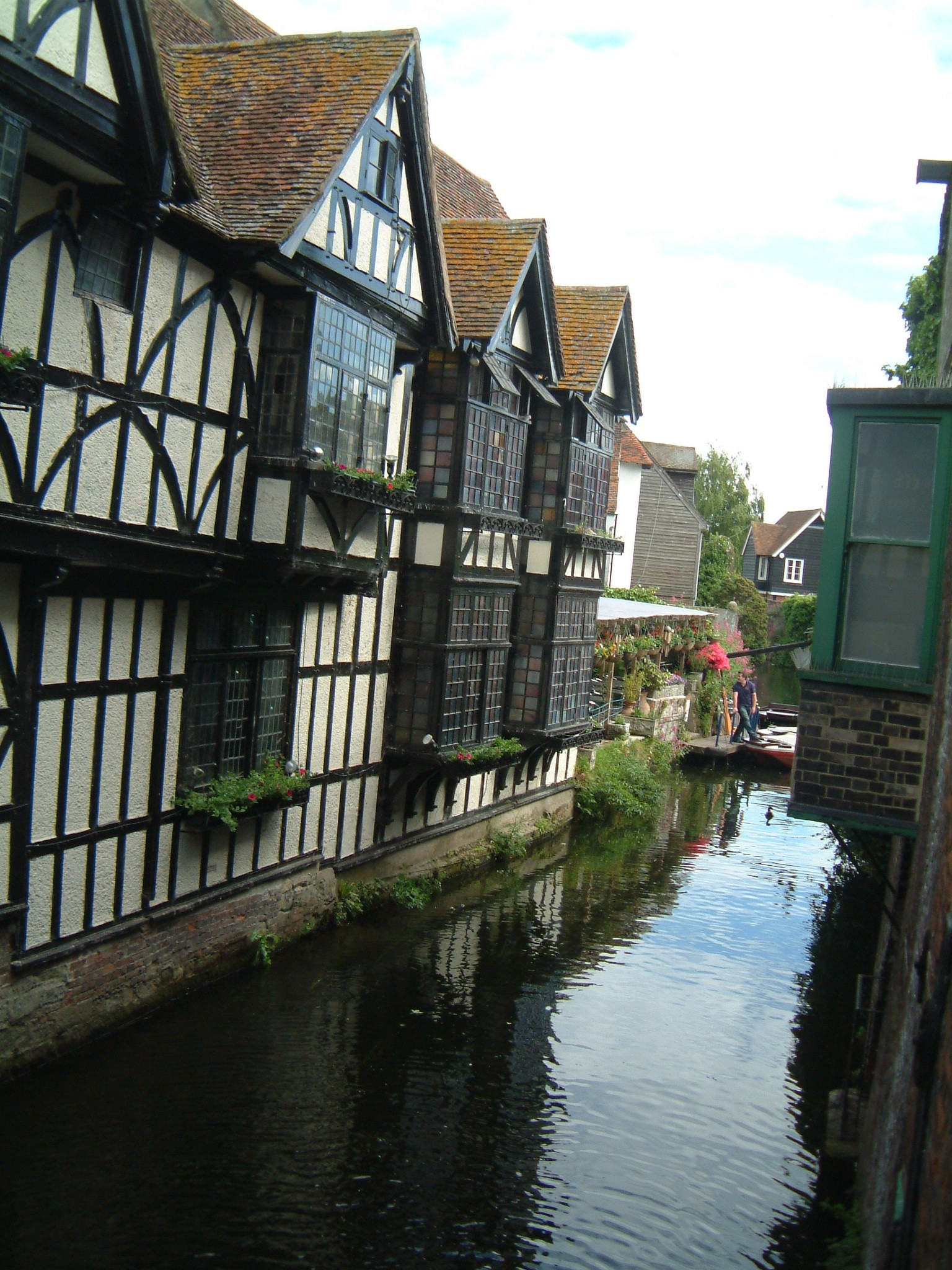
Huis "The Weavers" aan de rivier de Stour
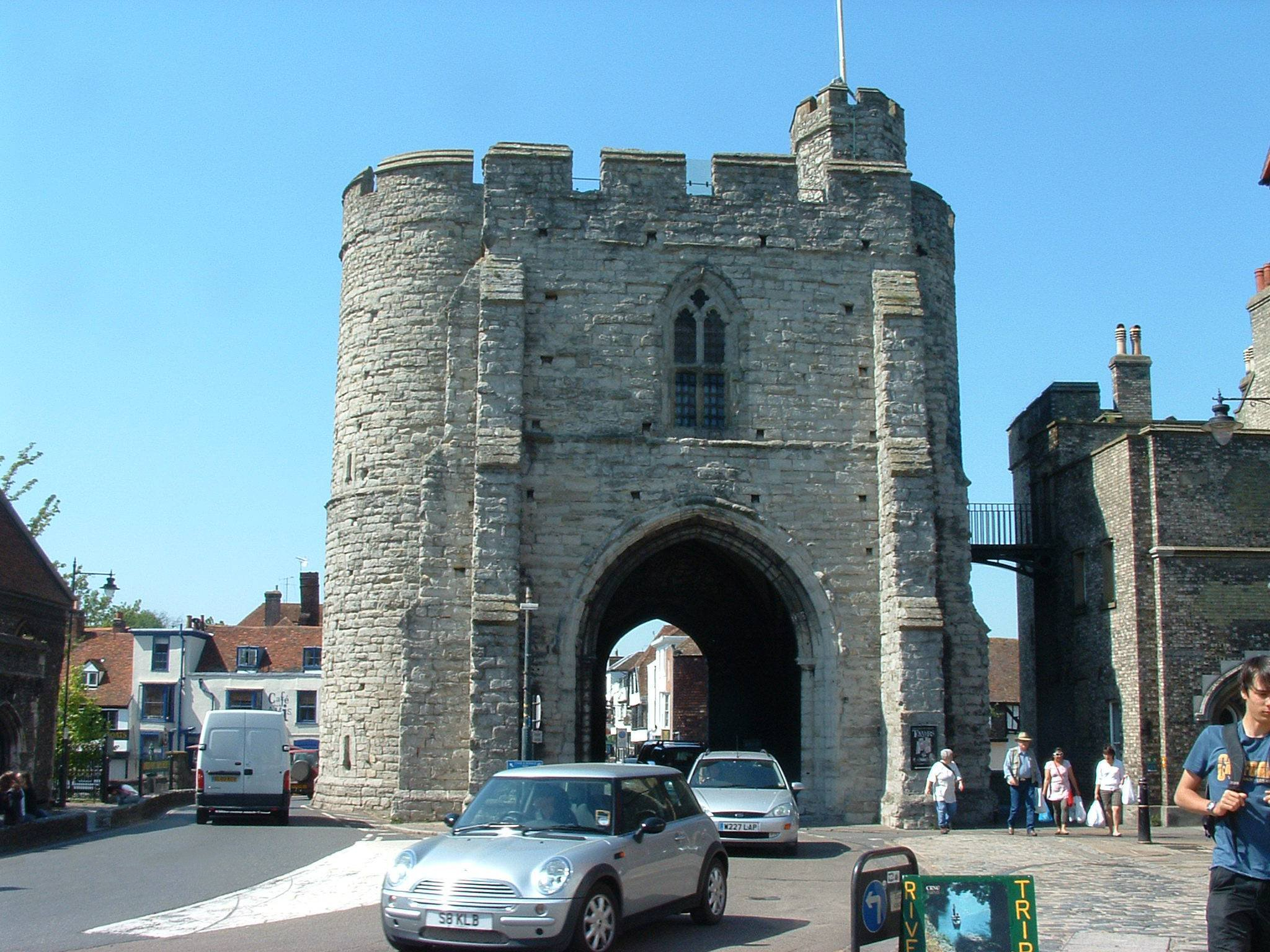
De "Westgate", middeleeuwse stadspoort